# Claude Dubois (homme politique)
Pour les articles homonymes, voir Dubois et Claude Dubois (homonymie).
Claude Dubois, né à Saint-Michel le 11 octobre 1931, est un homme politique québécois.

## Biographie
Fils d'un commerçant, il obtient un diplôme en commerce ainsi qu'un diplôme en irrigation et aspersion. Homme d'affaires, il, est le président de H. Dubois & Fils, entreprise spécialisée dans la vente d'équipements pour horticulteurs.
Il entre en politique en devenant maire de Saint-Rémi en 1972, poste qu'il quitte en 1976 pour se présenter comme candidat unioniste dans Huntingdon lors des élections générales de 1976. Il obtient 42,31% et entre à l'Assemblée nationale du Québec avec dix autres députés d'Union nationale.
Le parti est toutefois en crise et, en septembre 1979, Claude Dubois rejoint le caucus du Parti libéral du Québec. Il se représente sous sa nouvelle étiquette lors des élections de 1981 (46,15%) et de élections générales de 1985 (44,95%) et est réélu à deux reprises. Il ne se représente pas lors des élections de 1989 et quitte la vie politique.